# Natação no Campeonato Europeu de Esportes Aquáticos de 2021 - 50 m costas masculino
A prova dos 50 metros costas masculino da natação no Campeonato Europeu de Esportes Aquáticos de 2021 ocorreu nos dias 17 e 18 de maio na Arena Danúbio, em Budapeste na Hungria. 

## Calendário
| Fase          | Data       | Hora  |
| ------------- | ---------- | ----- |
| Eliminatórias | 17 de maio | 10:53 |
| Semifinal     | 17 de maio | 18:24 |
| Final         | 18 de maio | 19:18 |

Todos os horários estão no horário local (UTC+1)

## Recordes
Antes desta competição, os recordes eram os seguintes:
|                       | Nadador            | Tempo | Local   | Data                |
| --------------------- | ------------------ | ----- | ------- | ------------------- |
| Recorde mundial       | Kliment Kolesnikov | 24.00 | Glasgow | 4 de agosto de 2018 |
| Recorde europeu       | Kliment Kolesnikov | 24.00 | Glasgow | 4 de agosto de 2018 |
| Recorde do campeonato | Kliment Kolesnikov | 24.00 | Glasgow | 4 de agosto de 2018 |

Os seguintes novos recordes foram estabelecidos durante esta competição. 
| Data       | Prova     | Nadador            | Nacionalidade | Tempo | Recordes |
| ---------- | --------- | ------------------ | ------------- | ----- | -------- |
| 17 de maio | Semifinal | Kliment Kolesnikov | Rússia        | 23.93 | ,        |
| 18 de maio | Final     | Kliment Kolesnikov | Rússia        | 23.80 | ,        |

## Medalhistas
| Ouro                     | Prata               | Bronze              |
| Kliment Kolesnikov (RUS) | Robert Glință (ROU) | Hugo González (ESP) |

## Resultados

### Eliminatórias
Esses foram os resultados das eliminatórias. 
| Pos. | Bateria | Raia | Nadador                    | Nacionalidade | Tempo | Notas |
| ---- | ------- | ---- | -------------------------- | ------------- | ----- | ----- |
| 1    | 6       | 4    | Kliment Kolesnikov         | Rússia        | 24.23 | Q     |
| 2    | 5       | 4    | Robert Glință              | Roménia       | 24.51 | Q     |
| 3    | 4       | 7    | Hugo González              | Espanha       | 24.62 | Q     |
| 4    | 4       | 4    | Grigoriy Tarasevich        | Rússia        | 24.67 | Q     |
| 5    | 6       | 5    | Apostolos Christou         | Grécia        | 24.78 | Q     |
| 6    | 5       | 3    | Yohann Ndoye Brouard       | França        | 24.96 | Q     |
| 7    | 1       | 5    | Marek Ulrich               | Alemanha      | 24.98 | Q     |
| 8    | 6       | 1    | Ksawery Masiuk             | Polónia       | 25.05 | Q     |
| 9    | 5       | 5    | Richárd Bohus              | Hungria       | 25.08 | Q     |
| 10   | 6       | 3    | Mikita Tsmyh               | Bielorrússia  | 25.09 | Q     |
| 11   | 4       | 3    | Simone Sabbioni            | Itália        | 25.11 | Q     |
| 12   | 5       | 1    | Thomas Ceccon              | Itália        | 25.14 | Q     |
| 13   | 6       | 0    | Conor Ferguson             | Irlanda       | 25.21 | Q     |
| 14   | 6       | 6    | Tomasz Polewka             | Polónia       | 25.23 | Q     |
| 15   | 6       | 9    | Alexis Santos              | Portugal      | 25.28 | Q,    |
| 15   | 6       | 7    | Viktar Staselovich         | Bielorrússia  | 25.28 | Q     |
| 17   | 5       | 7    | Jan Čejka                  | Chéquia       | 25.29 |       |
| 17   | 5       | 6    | Bernhard Reitshammer       | Áustria       | 25.29 |       |
| 17   | 5       | 2    | Bence Szentes              | Hungria       | 25.29 |       |
| 20   | 5       | 9    | Kacper Stokowski           | Polónia       | 25.41 |       |
| 21   | 4       | 8    | Tomáš Franta               | Chéquia       | 25.42 |       |
| 22   | 4       | 5    | Michael Laitarovsky        | Israel        | 25.44 |       |
| 23   | 3       | 4    | Tomoe Zenimoto Hvas        | Noruega       | 25.46 |       |
| 24   | 4       | 2    | Thierry Bollin             | Suíça         | 25.50 |       |
| 25   | 4       | 6    | Juan Segura                | Espanha       | 25.51 |       |
| 26   | 4       | 1    | Gustav Hökfelt             | Suécia        | 25.52 |       |
| 27   | 6       | 2    | Benedek Kovács             | Hungria       | 25.53 |       |
| 28   | 1       | 3    | Daniel Zaitsev             | Estónia       | 25.62 |       |
| 29   | 5       | 0    | David Gerchik              | Israel        | 25.64 |       |
| 30   | 3       | 3    | Grigori Pekarski           | Bielorrússia  | 25.69 |       |
| 31   | 3       | 9    | Nicolás García             | Espanha       | 25.71 |       |
| 32   | 5       | 8    | Lorenzo Mora               | Itália        | 25.76 |       |
| 33   | 4       | 9    | Marvin Miglbauer           | Áustria       | 25.80 |       |
| 34   | 3       | 6    | Francisco Santos           | Portugal      | 25.91 |       |
| 35   | 3       | 5    | Ádám Jászó                 | Hungria       | 25.93 |       |
| 35   | 4       | 0    | Maxence Orange             | França        | 25.93 |       |
| 35   | 6       | 8    | Yakov Toumarkin            | Israel        | 25.93 |       |
| 38   | 3       | 0    | Saša Boškan                | Eslovênia     | 25.98 |       |
| 39   | 3       | 1    | Manuel Martos              | Espanha       | 26.02 |       |
| 40   | 2       | 2    | Max Mannes                 | Luxemburgo    | 26.14 |       |
| 41   | 3       | 2    | Kaloyan Levterov           | Bulgária      | 26.16 |       |
| 42   | 2       | 3    | Ģirts Feldbergs            | Letônia       | 26.27 |       |
| 43   | 3       | 8    | Metin Aydın                | Turquia       | 26.32 |       |
| 44   | 2       | 1    | Alex Ahtiainen             | Estónia       | 26.42 |       |
| 45   | 3       | 7    | Adam Maraana               | Israel        | 26.58 |       |
| 46   | 2       | 7    | Tryfonas Hadjichristoforou | Chipre        | 26.62 |       |
| 46   | 2       | 6    | Filippos Iakovidis         | Chipre        | 26.62 |       |
| 48   | 2       | 4    | Kristinn Þórarinsson       | Islândia      | 26.66 |       |
| 49   | 2       | 5    | Niko Mäkelä                | Finlândia     | 26.85 |       |
| 50   | 1       | 4    | Denys Kesil                | Ucrânia       | 27.11 |       |
| 51   | 2       | 8    | Alex Kušík                 | Eslováquia    | 27.14 |       |
| 52   | 2       | 0    | Tomáš Ludvík               | Chéquia       | 27.27 |       |
| 53   | 1       | 6    | Artur Barseghyan           | Armênia       | 27.76 |       |
| 54   | 2       | 9    | Dren Ukimeraj              | Kosovo        | 29.02 |       |

### Semifinal
Esses foram os resultados das semifinais. 
Semifinal 1
| Pos. | Raia | Nadador              | Nacionalidade | Tempo | Notas |
| ---- | ---- | -------------------- | ------------- | ----- | ----- |
| 1    | 4    | Robert Glință        | Roménia       | 24.57 | Q     |
| 2    | 5    | Grigoriy Tarasevich  | Rússia        | 24.68 | Q     |
| 3    | 3    | Yohann Ndoye Brouard | França        | 25.11 |       |
| 4    | 1    | Tomasz Polewka       | Polónia       | 25.23 |       |
| 5    | 6    | Ksawery Masiuk       | Polónia       | 25.25 |       |
| 6    | 7    | Thomas Ceccon        | Itália        | 25.26 |       |
| 7    | 2    | Mikita Tsmyh         | Bielorrússia  | 25.36 |       |
| 2    | 8    | Alexis Santos        | Portugal      | 25.40 |       |

Semifinal 2
| Pos. | Raia | Nadador            | Nacionalidade | Tempo | Notas |
| ---- | ---- | ------------------ | ------------- | ----- | ----- |
| 1    | 4    | Kliment Kolesnikov | Rússia        | 23.93 | Q,    |
| 2    | 3    | Apostolos Christou | Grécia        | 24.49 | Q,    |
| 3    | 5    | Hugo González      | Espanha       | 24.60 | q     |
| 4    | 1    | Conor Ferguson     | Irlanda       | 24.81 | q     |
| 5    | 7    | Simone Sabbioni    | Itália        | 25.02 | q     |
| 5    | 8    | Viktar Staselovich | Bielorrússia  | 25.02 | q     |
| 7    | 6    | Marek Ulrich       | Alemanha      | 25.03 |       |
| 8    | 2    | Richárd Bohus      | Hungria       | 25.19 |       |

### Final
Esse foi o resultado da final. 
| Pos.              | Raia | Nadador             | Nacionalidade | Tempo | Notas            |
| ----------------- | ---- | ------------------- | ------------- | ----- | ---------------- |
| Medalha de ouro   | 4    | Kliment Kolesnikov  | Rússia        | 23.80 | Recorde mundial  |
| Medalha de prata  | 3    | Robert Glință       | Roménia       | 24.42 |                  |
| Medalha de bronze | 6    | Hugo González       | Espanha       | 24.47 | Recorde nacional |
| 4                 | 5    | Apostolos Christou  | Grécia        | 24.59 |                  |
| 5                 | 2    | Grigoriy Tarasevich | Rússia        | 24.72 |                  |
| 6                 | 1    | Viktar Staselovich  | Bielorrússia  | 24.89 |                  |
| 7                 | 7    | Conor Ferguson      | Irlanda       | 24.92 |                  |
| 7                 | 8    | Simone Sabbioni     | Itália        | 24.92 |                  |

Legenda
| Recorde mundial       | Recorde mundial (World record)               |                       | Recorde africano                      | Recorde africano (African) |                                           | Q | Classificado por posição (Qualified) |
| Recorde do campeonato | Recorde do campeonato (Championship record)  | Recorde da América    | Recorde da América (Americas)         | q                          | Classificado por melhor tempo (Qualified) |   |                                      |
| Melhor marca do ano   | Melhor marca do ano (World leading)          | Recorde asiático      | Recorde asiático (Asian)              | DNS                        | Não largou (Did not start)                |   |                                      |
| Recorde nacional      | Recorde nacional (National record)           | Recorde europeu       | Recorde europeu (European)            | DNF                        | Não terminou (Did not finish)             |   |                                      |
| Recorde pessoal       | Recorde pessoal do atleta (Personal best)    | Recorde da Oceania    | Recorde da Oceania (Oceania)          | DSQ / DQ                   | Desclassificado (Disqualified)            |   |                                      |
| Recorde da temporada  | Recorde da temporada do atleta (Season best) | Recorde sul-americano | Recorde sul-americano (South America) | NM                         | Sem marca (No mark)                       |   |                                      |